# MS Vale Brasil

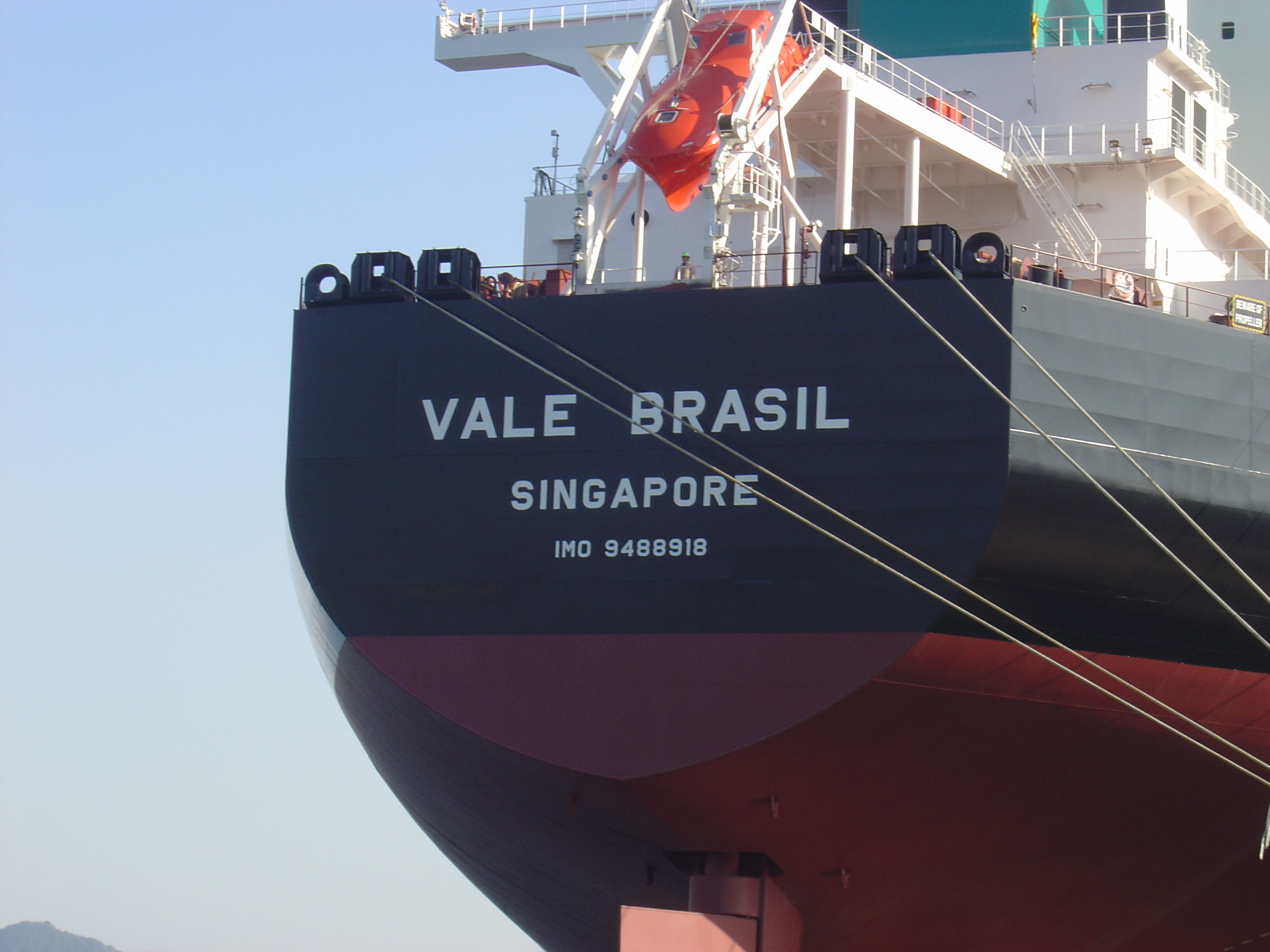
Vale Brasil на верфі DSME.

MS «Vale Brasil» — найбільше  вантажне судно у світі, головне призначення — перевезення залізної руди. 
Судно має дедвейт 402 347 тонн, було спущене на воду 2010 року, побудоване компанією Daewoo Shipbuilding & Marine Engineering. 
Vale Brasil має довжину 362 метри та 65 метрів у ширину, глибина посадки становить 23 метри.